# Winter, o Golfinho 2
Dolphin Tale 2 (bra/prt: Winter, o Golfinho 2) é um filme estadunidense de 2014, do gênero drama, escrito e dirigido por Charles Martin Smith é a continuação de seu filme de 2011 Dolphin Tale. Harry Connick, Jr., Ashley Judd, Nathan Gamble, Cozi Zuehlsdorff, Kris Kristofferson, Morgan Freeman, Juliana Harkavy e Austin Stowell todos reprisariam seus papéis do primeiro filme, enquanto que Lee Karlinsky, Julia Jordan e Bethany Hamilton se juntariam ao elenco.
O filme conta a história de um outro golfinho no hospital chamado "Hope" (Esperança).